# 馬ケ城町
馬ケ城町（うまがじょうちょう）は、愛知県瀬戸市古瀬戸連区の町名。丁番を持たない単独町名である。

## 地理
- 瀬戸市の中央部に位置する[8]。西を東古瀬戸町、北を五位塚町・窯町、東を針原町・窯元町、南を赤津町・東拝戸町・西拝戸町と隣接している[8]。
- 丘陵地で、馬ケ城貯水池・馬ケ城浄水場があり、市の上水を供給する[8]。広大な水源涵養保安林の中に貯水池があり、付近は桜やホタルの名所である[8]。
- 古窯の分布も認められる。かつては深川神社の祭田があった[9]。

### 河川
- 古瀬戸川（瀬戸川支流） ： 町の中央部を西流している。途中に馬ケ城貯水池がある。

- 古瀬戸川（馬ケ城町内）
- 馬ヶ城貯水池

### 学区
市立小・中学校に通う場合、学区は以下の通りとなる。また、公立高等学校普通科に通う場合の学区は以下の通りとなる。
| 番・番地等 | 小学校                 | 中学校                 | 高等学校 |
| ---------- | ---------------------- | ---------------------- | -------- |
| 全域       | 瀬戸市立にじの丘小学校 | 瀬戸市立にじの丘中学校 | 尾張学区 |

## 歴史

### 町名の由来
かつて戦国期に城郭があったとされることからつけられたとされる。

### 沿革
- 1942年（昭和17年）1月9日 - 瀬戸市大字瀬戸字拝戸の一部により、同市馬ケ城町として成立[2]。

## 世帯数と人口
2025年（令和7年）2月1日現在の世帯数と人口は以下の通りである。
| 町丁     | 世帯数 | 人口 |
| -------- | ------ | ---- |
| 馬ケ城町 | 0世帯  | 0人  |

### 人口の変遷
国勢調査による人口の推移
| 1995年（平成7年）  | 2人 | [ 12 ] |  |
| 2000年（平成12年） | 2人 | [ 13 ] |  |
| 2005年（平成17年） | 0人 | [ 14 ] |  |
| 2010年（平成22年） | 0人 | [ 15 ] |  |
| 2015年（平成27年） | 0人 | [ 16 ] |  |
| 2020年（令和2年）  | 0人 | [ 17 ] |  |

### 世帯数の変遷
国勢調査による世帯数の推移。
| 1995年（平成7年）  | 1世帯 | [ 12 ] |  |
| 2000年（平成12年） | 1世帯 | [ 13 ] |  |
| 2005年（平成17年） | 0世帯 | [ 14 ] |  |
| 2010年（平成22年） | 0世帯 | [ 15 ] |  |
| 2015年（平成27年） | 0世帯 | [ 16 ] |  |
| 2020年（令和2年）  | 0世帯 | [ 17 ] |  |

## 交通

### 鉄道
町内に鉄道は走っていない。最寄り駅は、名鉄瀬戸線尾張瀬戸駅になる。

### バス
町内にバスは走っていない。最寄りのバス停は、名鉄バス「しなの線（瀬戸北線）」【1】【1H】【2】【2H】【3】【4】系統、同「本地ヶ原線」【10】系統の古瀬戸バス停になる。

### 道路
町内に国道・県道は走っていない。

## 施設
- 馬ケ城浄水場 ： 現在では珍しい『緩速ろ過』という方法で水をきれいにしている。毎年6月、水道週間の日曜日の一般開放のみ見学可[18]。

- 馬ヶ城浄水場入口
- 馬ヶ城浄水場事務所
- 緩速ろ過池

## その他

### 日本郵便
- 郵便番号 : 489-0021[6]（集配局：瀬戸郵便局[19]）。